# Jacques Benveniste
Jacques Benveniste (ur. 12 marca 1935 w Paryżu, zm. 4 października 2004 tamże) – francuski immunolog, twórca pseudonaukowej koncepcji pamięci wody.

## Życiorys
Początkowo zajmował się immunologią, przyczynił się do kilku istotnych odkryć, w tym innowacyjnej metody diagnostyki alergii. Od 1973 do 1993 r. pracował w radzie badań medycznych Institut national de la santé et de la recherche médicale, a od 1980 r. przez dziesięć lat był jej dyrektorem ds. badań. Równocześnie kierował laboratorium alergii i immunologii. W tym okresie powszechnie był wskazywany jako jeden z faworytów do otrzymania Nagrody Nobla.
Na początku lat 80. Benveniste zatrudnił młodego doktora medycyny zainteresowanego homeopatią i pozwolił mu prowadzić eksperymenty na swoich testach alergologicznych z użyciem kilku preparatów homeopatycznych. Benveniste nie podważał wówczas popartego badaniami poglądu, zgodnie z którymi preparaty homeopatyczne prawie nie zawierają substancji czynnych i tym samym nie wykazują żadnych właściwości leczniczych. Kiedy dowiedział się, że preparat homeopatyczny wywołał pozytywną reakcję testu, zarządził dwuletnie badania, które miały według niego wykazać skuteczność homeopatii.
W efekcie w 1988 r. sformułował koncepcję pamięci wody i usiłował opublikować je w Nature, jednak artykuł został wydany drukiem dopiero po wymuszonych przez redakcję próbach powtórzenia eksperymentu w trzech niezależnych laboratoriach – żadne z nich nie było w stanie osiągnąć takich samych rezultatów. Podobnie nie powiodły się eksperymenty prowadzone w laboratoriach Benveniste’a w obecności redaktora Nature Johna Maddoxa i tropicieli oszustw Jamesa Randiego i Waltera Stewarta. Artykuł wydano z komentarzem, w którym wskazano, że brak jest wiarygodnego wyjaśnienia obserwowanych zjawisk. Publikacja wywołała medialną sensację, niemniej nie spowodowała ona dyskusji nad wiarygodnością odkrycia.
Wkrótce potem Benveniste został odwołany z pełnionych funkcji i w ostatnich latach życia tworzył firmę Digibio, która miała kontynuować jego eksperymenty, w których usiłował udowadniać, że za zjawisko „pamięci wody” odpowiada elektromagnetyzm, który miałby być sposobem „komunikacji” cząsteczek. Cząsteczki zdaniem Benveniste’a komunikowały się za pomocą receptorów, wysyłając sobie sygnały elektromagnetyczne o niskiej częstotliwości. Benveniste twierdził, że nagrał te sygnały i z powodzeniem nadawał cząsteczkom pożądane właściwości poprzez ich odtwarzanie, w tym powodował reakcje immunologiczne. Pomimo kwestionowania jego poglądów nigdy nie przedstawił wiarygodnych teorii tłumaczących zjawiska, które rzekomo obserwował.
Wyników jego eksperymentów nie udało się powtórzyć, co doprowadziło do przyznania mu w 1991 roku Ig Nobla.
Dwukrotnie żonaty, miał pięcioro dzieci. Zmarł 4 października 2004 r. w Paryżu.